# Jean Monnet
Ne doit pas être confondu avec Jean Monet.
Pour les articles homonymes, voir Monnet.
 (février 2017).
Jean Monnet, né le 9 novembre 1888 à Cognac (Charente) et mort le 16 mars 1979 à Bazoches-sur-Guyonne (Yvelines), est un haut fonctionnaire français, banquier international, promoteur de l'atlantisme et du libre-échange. Europhile convaincu et acteur majeur de l'intégration et de la construction européennes, il est considéré comme l'un des « pères de l'Europe ».
Il a été, dès sa création en 1919, l'un des principaux promoteurs de la Société des Nations dont il est le secrétaire général adjoint, organisant à ce titre la Conférence financière de Bruxelles de septembre 1920. Agent d'influence au service de la France, puis de l'Angleterre auprès des États-Unis pendant la Seconde Guerre mondiale, il propose en 1940 le projet d'Union franco-britannique. Il devient ensuite l'un des artisans de la planification française au moment du plan Marshall, en tant que premier commissaire au Plan de 1946 à 1952. Monnet a contribué à la déclaration Schuman de 1950, au rapprochement franco-allemand et à la création de la Communauté européenne du charbon et de l'acier, dont il fut le premier président de la Haute Autorité de 1952 à 1955. Il a aussi promu la coopération industrielle internationale. Il est un des principaux fondateurs de la Communauté économique européenne (traité de Rome de 1957) et du Marché commun européen (1968). Ceux-ci sont les prédécesseurs de l'Union européenne.
Jean Monnet est fait citoyen d'honneur de l'Europe en 1976 et est inhumé au Panthéon, à Paris, en 1988.

## Biographie

### Enfance et formation

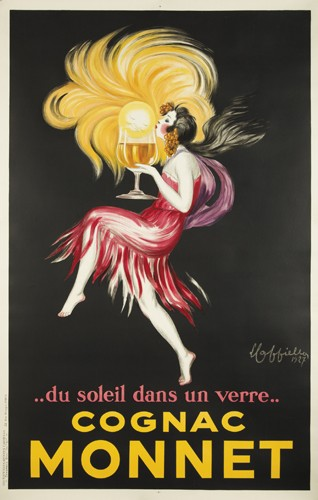
Publicité pour le « Cognac Monnet » (1927)

Jean Omer Marie Gabriel Monnet naît le 9 novembre 1888 à Cognac au 9, rue Neuve des Remparts, dans une famille bourgeoise de tradition catholique propriétaire d'une entreprise de négoce international, de cognac.
Sa formation est essentiellement due aux conversations qu'il écoute, dès l'enfance, à la table familiale entre son père et ses clients étrangers, sur le commerce du cognac, un des premiers secteurs français à être très internationalisés.
Il interrompt ses études avant son baccalauréat, à 16 ans, pour travailler dans l'entreprise familiale.
À 18 ans, il s'installe à Londres et voyage plusieurs fois en Amérique du Nord pour l'entreprise familiale. Il en tire une parfaite maîtrise de l'anglais, une très bonne connaissance des Anglo-Saxons et de l’optimisation de l’affrètement maritime : les exportateurs de cognac utilisaient au maximum les capacités de fret des bateaux et veillaient à les charger au retour pour diminuer les coûts.

### Première Guerre mondiale
En 1914, après la bataille de la Marne, à peine âgé de 26 ans et fort de son expérience d'affréteur maritime, réformé pour raisons de santé, Jean Monnet obtient un entretien avec le président du Conseil, René Viviani, replié à Bordeaux. Lui décrivant le gâchis que représente l'utilisation désordonnée des flottes marchandes française et britannique, il lui explique la nécessité de créer un  pôle maritime franco-britannique, pour optimiser les transports de vivres, munitions et matières premières, et réussit à le convaincre.
En effet, les navires français ou anglais partaient vides pour les États-Unis pour revenir pleins, et inversement. Sous l'impulsion du ministre du Commerce, Étienne Clémentel, il participe ainsi à la délégation du ministère du Commerce à Londres.
À cette fin, il est nommé responsable de la coordination des ressources alliées, sous le statut de haut fonctionnaire interallié en 1916 pendant toute la durée restante de la Première Guerre mondiale. Il est confirmé dans ses fonctions par Georges Clemenceau.
En avril 1919, sous la pression des Américains, la commission de coordination économique interalliée prend fin.

### Entre-deux-guerres

#### Fondation de la Société des Nations
En 1919, Jean Monnet est un des artisans de la création de la Société des Nations, organisation dont il est nommé numéro deux. À ce titre, il effectue des missions en Haute-Silésie, pour surveiller le plébiscite qui se déroule dans cette région, dans l’Empire Allemand, en Autriche, en Pologne et en Roumanie. En 1920, il est appelé au poste de secrétaire général adjoint de la nouvelle organisation internationale. À moins de 32 ans, il est le principal organisateur de la Conférence financière de Bruxelles de septembre 1920, reconnaissant que la déflation après la guerre pourrait avoir des répercussions désastreuses sur l'économie mondiale.

#### Banquier aux États-Unis et mariage
Démissionnaire en décembre 1923 pour rejoindre l'entreprise de commerce d'alcool de son père en grande difficulté à cause de la Prohibition (1919-1933), Jean Monnet redresse la situation en convainquant son père Jean-Gabriel d'échanger ses vieilles eaux-de-vie contre une plus grande quantité d'eaux-de-vie jeunes plus en phase avec la demande du marché. Il se rend plusieurs fois au Canada et particulièrement à Montréal pour vendre les stocks de Cognac. Il établit également des dépôts de stocks à Saint-Pierre-et-Miquelon plaque tournante du trafic en Amérique du Nord.
Travaillant entre les États-Unis et la France, il s'engage dans une carrière d'homme d'affaires et de financier international.
Monnet déménage en Amérique, pour accepter un partenariat avec Blair & Co., une banque new-yorkaise qui fusionne avec Bank of America en 1929 pour former Bancamerica-Blair Corporation, société appartenant à Transamerica Corporation.

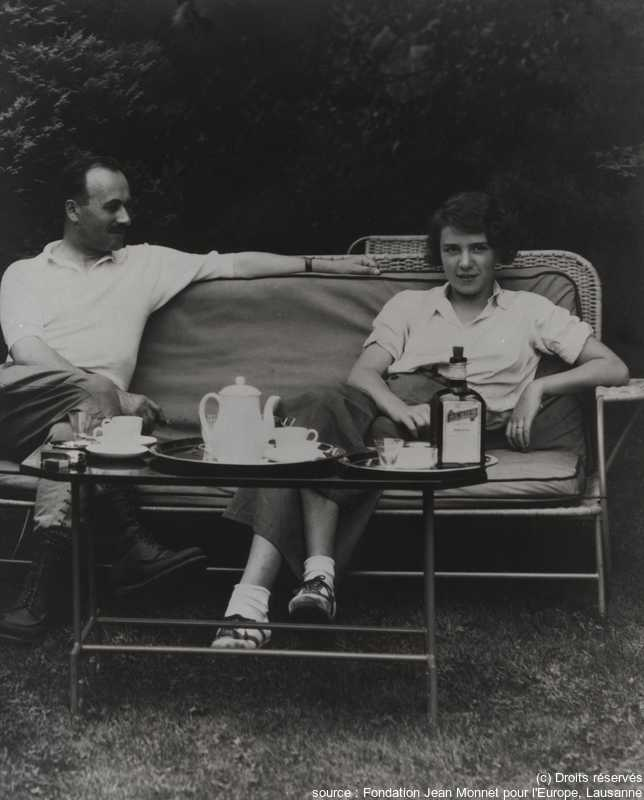
Jean Monnet et Silvia de Bondini vers 1934.

En août 1929, il rencontre Silvia de Bondini (1907-1982), une peintre italienne, à Paris lors d'un dîner qu'il donne dans son appartement de la rue de Condé,. Elle a 22 ans, lui 41. Récemment mariée à Francesco Giannini, un employé italien de la Banque Blair (dont Jean Monnet était le représentant pour l'Europe) et fervente catholique, elle ne peut divorcer du fait de la loi italienne. Après cinq ans de procédure en Italie visant à obtenir un divorce, Jean Monnet, arrivé pour l’occasion de Chine via le Transsibérien, l'épouse le 13 novembre 1934 à Moscou. L'idée d'un mariage à Moscou leur a été suggérée par Ludwik Rajchman, considéré comme le fondateur de l'UNICEF, que Monnet a rencontré pendant ses fonctions à la Société des Nations (et lié à l'ambassadeur soviétique en Chine, Bogomolov).
Il semble que les ambassadeurs américain et français à Moscou, William C. Bullitt et Charles Alphand, ont également joué un rôle dans l'opération. Silvia de Bondini prend en effet au préalable, et grâce aux relations de son mari, la citoyenneté soviétique afin de profiter d'une loi soviétique permettant le divorce unilatéral de son mari italien. Elle prend ensuite la nationalité française le 18 juin 1939. Jean Monnet parle de son mariage comme de « la plus belle opération de sa carrière ». Un jugement en leur faveur relatif à la garde d'Anna, leur fille née en 1931 alors que Silvia est encore mariée à Francesco Giannini, a lieu en 1937 à New York, mais il n'est pas reconnu dans tous les pays.
La famille Monnet rentre en France pour s'installer à Houjarray en 1945 avec leurs deux filles, Anna née en 1931, et Marianne née en 1941 à Washington DC.
Le directeur de cabinet de Monnet à la CECA, Georges Berthoin, a déclaré à son sujet : « Monnet ajoutait cet instinct à ses assises charentaise et américaine, grâce à l'influence considérable de sa femme. Elle était italienne. Elle lui expliquait à merveille ce qu’il ne « sentait » pas. Ce fut vraiment une réussite humaine entre les deux. Je considère qu’on ne comprendrait pas Monnet si on oubliait Silvia. »
Leur mariage dure en tout 45 ans et ils ont deux filles : Anna en avril 1931 dont le père légal reste à l'époque Francesco Giannini, et Marianne en 1941,. Ils sont mariés religieusement près de quarante ans plus tard à Lourdes par l’évêque du lieu, Henri Donze, après la mort de Francesco Giannini en 1974. Silvia meurt à Rome en août 1982 et est enterrée à Bazoches-sur-Guyonne.
Il retourne à la politique internationale et, en tant que financier international, joue un rôle important dans les politiques de reprise économique de plusieurs pays d'Europe centrale et orientale. En novembre 1932, le ministre des Finances chinois invite Jean Monnet à présider un comité non politique Est-Ouest en Chine chargé du développement de l'économie chinoise. Pendant son séjour en Chine, la tâche de Monnet consiste à associer des capitaux chinois à des sociétés étrangères et conduit à l'inauguration officielle de la Société chinoise de financement du développement (CDFC) ainsi qu'à la réorganisation des chemins de fer chinois.
En 1935, alors qu'il se trouve encore à Shanghai, Monnet devint partenaire commercial de George Murnane (ancien collègue de Monnet à la Transamerica), dans la société Monnet, Murnane & Co. Murnane était lié à des industriels et financiers : la famille Wallenberg en Suède, la famille Bosch en Allemagne, les Solvay et Boël en Belgique, ainsi que John Foster Dulles, André Meyer et la famille Rockefeller aux États-Unis.

### Seconde Guerre mondiale

#### Projet de fusion entre la France et le Royaume-Uni
En 1938, William Bullitt, ambassadeur des États-Unis en France proposa au président du conseil Édouard Daladier de désigner Monnet comme intermédiaire avec le président Roosevelt pour arranger la commande et la livraisons d'avions militaires américains à la France qui souffrait d'un grave déficit dans ce domaine. Au début de la Seconde Guerre mondiale, après l'entrée en guerre en septembre 1939, Monnet fut amené à présider, dès novembre 1939, le comité de coordination basé à Londres et visant à mettre en commun les capacités de production de la France et du Royaume-Uni en vue de préparer et de coordonner l'effort d'armement.
Lorsque Winston Churchill est nommé premier ministre du Royaume-Uni le 10 mai 1940, Jean Monnet arrive à le convaincre, dans une note intitulée Anglo-French unity, de l'intérêt d'un projet, voté par la Chambre des communes, d'union franco-britannique immédiate, avec un seul Parlement et une seule armée, pour renforcer la France et le Royaume-Uni face à l'Allemagne. Le général Charles de Gaulle essaie de convaincre Paul Reynaud, le président du Conseil, de signer le traité pour cette union. Le 15 mai, ce dernier déclare au téléphone à Churchill : « Nous sommes battus, nous avons perdu la bataille », et le lendemain le général Gamelin donne l'ordre de repli aux forces françaises qui se battent en Belgique, et le 18 mai Paul Reynaud annonce à la radio la nomination du maréchal Pétain au poste de vice-président du Conseil.
Le 14 juin, les troupes allemandes entrent à Paris. Le 16 juin, de Gaulle, en mission à Londres, dicte lui-même au téléphone le texte de la note à Paul Reynaud. Le même jour, il arrive à Bordeaux, apprend que Paul Reynaud s'est démis de ses fonctions le soir-même et que Philippe Pétain est devenu président du Conseil.
Le soir du 17 juin 1940, Jean Monnet reçoit à son domicile londonien le général de Gaulle, qui prépare son appel radiodiffusé du lendemain. Jean Monnet coopère momentanément avec lui, pour tenter de maintenir le gouvernement de la France aux côtés des Alliés. Néanmoins, il refuse de s'associer à lui pour le lancement de la France libre à laquelle il n'adhère jamais. Monnet croit qu'il est plus efficace de coopérer à la victoire des Alliés en entrant au service du gouvernement britannique et c'est ce qu'il fait.
Paradoxalement, de Gaulle et Monnet, quoique très différents, ont immédiatement la même analyse sur la nature mondiale de la guerre et sur son issue victorieuse.

#### Livraisons d'armes
C’est donc tout à fait indépendamment de De Gaulle que Monnet écrit le 2 juillet 1940 à Churchill et à Pétain pour démissionner de ses précédentes fonctions et se mettre à la disposition du gouvernement britannique. Churchill demande alors à Monnet de remplir pour le Royaume Uni les mêmes fonctions que celle qu’il occupait pour le Comité de coordination franco-britannique. Son titre officiel est « vice-président du British Supply Council ».
Installé à Washington, Monnet fréquente assidûment un cercle d’amis par ailleurs proches du président Franklin Delano Roosevelt, notamment Felix Frankfurter, juge à la Cour suprême des États-Unis et Henry Stimson, Secrétaire à la Guerre. Ce groupe encourage le président Roosevelt à sortir les États-Unis de leur politique isolationniste, et à relancer l'industrie de guerre américaine, afin de pouvoir contre-attaquer très vite et très fort le moment venu. Cela sera l'adoption du Victory Program en 1942.
Jusqu'en 1945, il s'emploie à coordonner l'effort de guerre entre le Royaume-Uni et les États-Unis. Dès 1942, il est prévu de construire 60 000 avions, 45 000 chars d’assaut et huit millions de tonnes de navires de guerre. Jean Monnet résume cette politique par une phrase célèbre : « Il vaut mieux 10 000 chars de trop qu'un seul de moins [que nécessaire] ». John Maynard Keynes a dit de lui qu’il avait abrégé la guerre d’un an.

#### Opposition puis ralliement à de Gaulle
Le 8 novembre 1942, l'Afrique du Nord française, sous le contrôle du gouvernement de Vichy, voit débarquer les Américains dans le cadre de l'opération Torch. Mais Vichy et ses troupes leur opposent une résistance vive et inattendue. Pour faire cesser les combats, les Alliés traitent avec l'amiral François Darlan, mais celui-ci est assassiné le 24 décembre 1942 par le jeune résistant Fernand Bonnier de La Chapelle. En février 1943, Jean Monnet est envoyé par Roosevelt à Alger pour seconder le général Henri Giraud choisi par les Américains pour prendre la tête de l'Armée d'Afrique et de l'administration (Giraud prend ainsi le titre de Commandant en chef civil et militaire). Son objectif est d’aider à créer les conditions de l’unité des Français pendant et après la guerre sur des bases démocratiques. Dans ce rôle, Jean Monnet contribue largement à l'abandon progressif par Giraud d'une partie de la législation de Vichy. Ainsi, dans son ordonnance du 14 mars 1943, Giraud indique : « Sont nuls les actes constitutionnels, lois et décrets postérieurs à la date du 22 juin 1940 ». Cependant, dans une seconde ordonnance prise le même jour, il abroge à nouveau le décret Crémieux du 24 octobre 1870 accordant la citoyenneté française aux « Israélites indigènes d’Algérie ». Celui-ci sera finalement rétabli le 22 octobre 1943 par le Comité français de libération nationale.
Les relations de Monnet avec le général de Gaulle, qui est encore à Londres, sont tendues. Monnet arrive de Washington où la méfiance est grande vis-à-vis de l’homme du 18 juin que Roosevelt soupçonne de tendances antidémocratiques. Monnet déplore lui-même l’attitude, qu’il juge intransigeante, du Général vis-à-vis du commandement d’Alger à un moment où, à son sens, l’union entre les Français dans la guerre devrait être la priorité. La tension entre les deux hommes atteint son paroxysme à Alger en mai 1943. Monnet est indigné par le discours de de Gaulle du 4 mai[réf. nécessaire], qu’il juge provocateur, de mauvaise foi et de nature à faire échouer les négociations qu’il mène pour la formation du Comité français de libération nationale. Il s’en ouvre à Harry Hopkins, le très proche conseiller de Roosevelt, dans une note datée du 6 mai qui ne laisse aucune illusion sur le jugement qu'il porte alors sur le général de Gaulle. Il écrit en effet : « Cela me rappelle le discours qu’Hitler a fait avant l’affaire tchécoslovaque. La même technique, la même forme, le même objet, les mêmes promesses illusoires. Heureusement, ce sentiment n’est pas seulement le mien : Catroux et Macmillan ont la même impression ».
Ce jugement très sévère s'exprime dans un contexte d'une extrême tension entre les deux hommes. Monnet, dans une note manuscrite personnelle, ira même jusqu'à écrire : « Il faut se résoudre à conclure que l'entente est impossible avec [le général de Gaulle] ; qu'il est un ennemi du peuple français et de ses libertés ; qu'il est un ennemi de la construction européenne, qu'en conséquence, il doit être détruit dans l'intérêt des Français, des Alliés et de la paix ; (…) pour cela, il faut que, de son intransigeance actuelle, le monde soit convaincu qu’il ne veut pas l’union. Je propose, à cet effet, de simplement publier la lettre et l’aide-mémoire Giraud ».
Après cet épisode d’opposition frontale entre les deux hommes, le général de Gaulle joue l’apaisement. Jean Monnet, de son côté, prend progressivement conscience de l'inexpérience politique de Giraud. Avec Harold Macmillan et le général Catroux, il joue finalement un rôle significatif dans le processus conduisant de Gaulle à la tête du Comité français de libération nationale en juin 1943. Monnet est ensuite nommé commissaire à l'Armement au sein du Comité, puis commissaire en mission dans le Gouvernement provisoire créé en juin 1944. En mission pour celui-ci aux États-Unis, où Monnet garde des contacts nombreux et influents, il négocie les accords du prêt-bail et les premiers accords de crédit pour 1945.

### Commissaire général au Plan

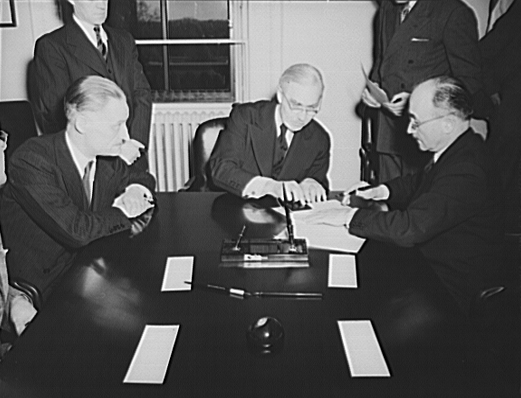
Les Français concluent un accord de prêt-bail et de prêt-bail inversé. Jean Monnet, représentant du gouvernement provisoire français signe des accords. De gauche à droite : Henri Bonnet, ambassadeur de France, Joseph C. Grew, sous-secrétaire d'État et Jean Monnet.

Dès 1943, ses projets pour l'Europe intègrent les exigences américaines concernant les suppressions des droits de douane et des contingentements européens, ainsi que la création d'une « unité économique commune ».
Pour Jean Monnet, l'économie de guerre était planifiée, et il est naturel que l'économie de la reconstruction le soit aussi, mais son but n'est pas d'adopter la philosophie de la planification à la soviétique, ni surtout de transposer en France ses méthodes autoritaires. Son but est d'insuffler du dynamisme, pas d'imposer des objectifs. À la libération, il est chargé par le général de Gaulle du plan pour relancer l'économie, en tant que commissaire au Plan, de décembre 1945 à 1952, dans le cadre des prêts américains du plan Marshall. Il présente un éphémère plan Monnet, visant à prendre le contrôle des zones de production de la Ruhr. Il est le père de la planification à la française. Le travail de ses services consiste à étudier la situation, à mettre en évidence les priorités, à évaluer les volumes de production souhaitables, à lancer les discussions sur les moyens de les mettre en œuvre, et surtout à lancer la reconstruction et la modernisation de l'appareil de production. Il est avec Léon Blum le négociateur de l'accord Blum-Byrnes de 1946, qui ouvre le territoire français à la production cinématographique américaine.

### Construction européenne et président de la Haute Autorité de la CECA
Pour des articles plus généraux, voir Politique extérieure de la IVe République et Histoire de l'Union européenne.

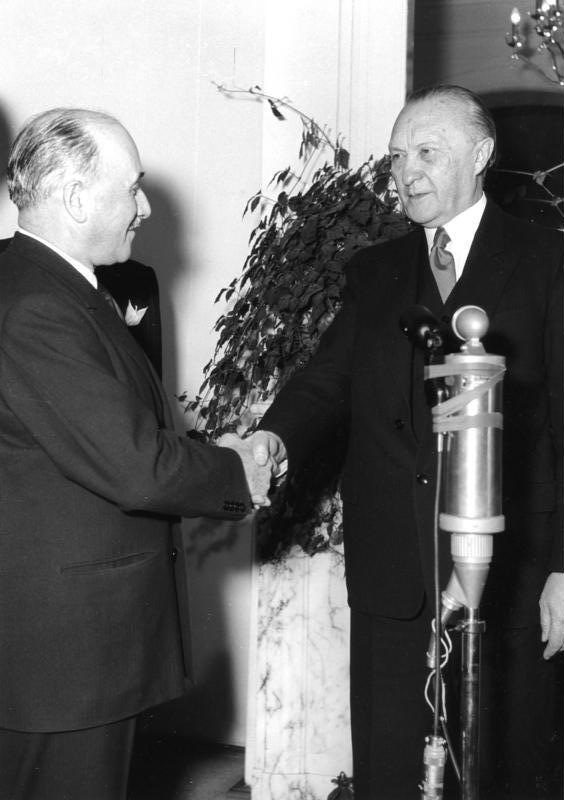
Jean Monnet (à gauche) avec le chancelier Konrad Adenauer en 1953.

Dès 1950, des rapports signalent que l’Allemagne se relève beaucoup plus vite que la France. Certains craignent que les vaincus soient à nouveau tentés par une revanche. De plus, il faut définitivement intégrer l’Allemagne dans le camp occidental alors que la guerre froide débute et que le centre de l'Europe risque de devenir un espace d'instabilité et de guerre Est-Ouest. La France se doit de prendre l'initiative, de tendre la main à l'ennemi d'hier et de proposer de lier les destins des deux principaux pays de l'Europe continentale.
Jean Monnet travaille en secret sur un projet de mise en commun du charbon et de l’acier, principales sources d'une possible industrie de guerre. Au printemps 1950, il présente son projet à Robert Schuman, qui s'assure de l'accord du chancelier allemand, Konrad Adenauer, et fait le 9 mai 1950 une déclaration solennelle pour inviter tous les pays intéressés à poser « les premières bases concrètes d'une fédération européenne ».
Dans un discours de 1950, Jean Monnet déclare : 

« La prospérité de notre communauté européenne est indissolublement liée au développement des échanges internationaux. Notre Communauté contribuera à régler les problèmes d’échange qui se posent dans le monde… Nous sommes déterminés à rechercher sans délais dans des conversations directes, les moyens de mettre en œuvre l'intention déclarée du gouvernement britannique d’établir l’association la plus étroite avec la Communauté. Nous sommes convaincus que nous pouvons envisager une collaboration étroite et fructueuse avec les États-Unis, qui depuis la proposition faite par Monsieur Schuman le 9 mai 1950, nous ont donné des preuves répétées de leur sympathie active… Mais, nous ne sommes qu'au début de l'effort que l'Europe doit accomplir pour connaître enfin l'unité, la prospérité et la paix. »

— Monnet, 1950
Le traité de Paris de 1951 entérine la création de la Haute Autorité qui s'inspire des agences fédérales américaines, l'Assemblée des Six, une Cour de Justice qui veille au respect du traité et un Conseil de ministres qui assure l'harmonisation des politiques des États membres. C'est la préfiguration d'une Fédération européenne. La CECA est créée et Jean Monnet devient, de 1952 à 1955, le premier président de la Haute Autorité (Autorité Monnet) de la Communauté européenne du charbon et de l'acier (CECA), installée à Luxembourg, le 10 août 1952. Dès 1953, le charbon et l'acier circulent librement au sein des pays membres de la CECA.
Pour lui, cette « Europe des Six » est le seul moyen de lier l'Allemagne et la France et de désamorcer la renaissance d'une rivalité séculaire, en plaçant les productions de l'acier et du charbon dans le cadre d'une délégation de souveraineté. Il veut aller plus loin toutefois, et envisage une armée nationale allemande, ce qui semble être un dangereux retour en arrière. Il propose finalement la création d'une armée européenne, présentée par René Pleven dans le cadre d'un Plan de Communauté européenne de défense (CED). Un premier traité sera signé, mais sous le gouvernement Mendès France le Parlement français le rejette néanmoins en 1954.

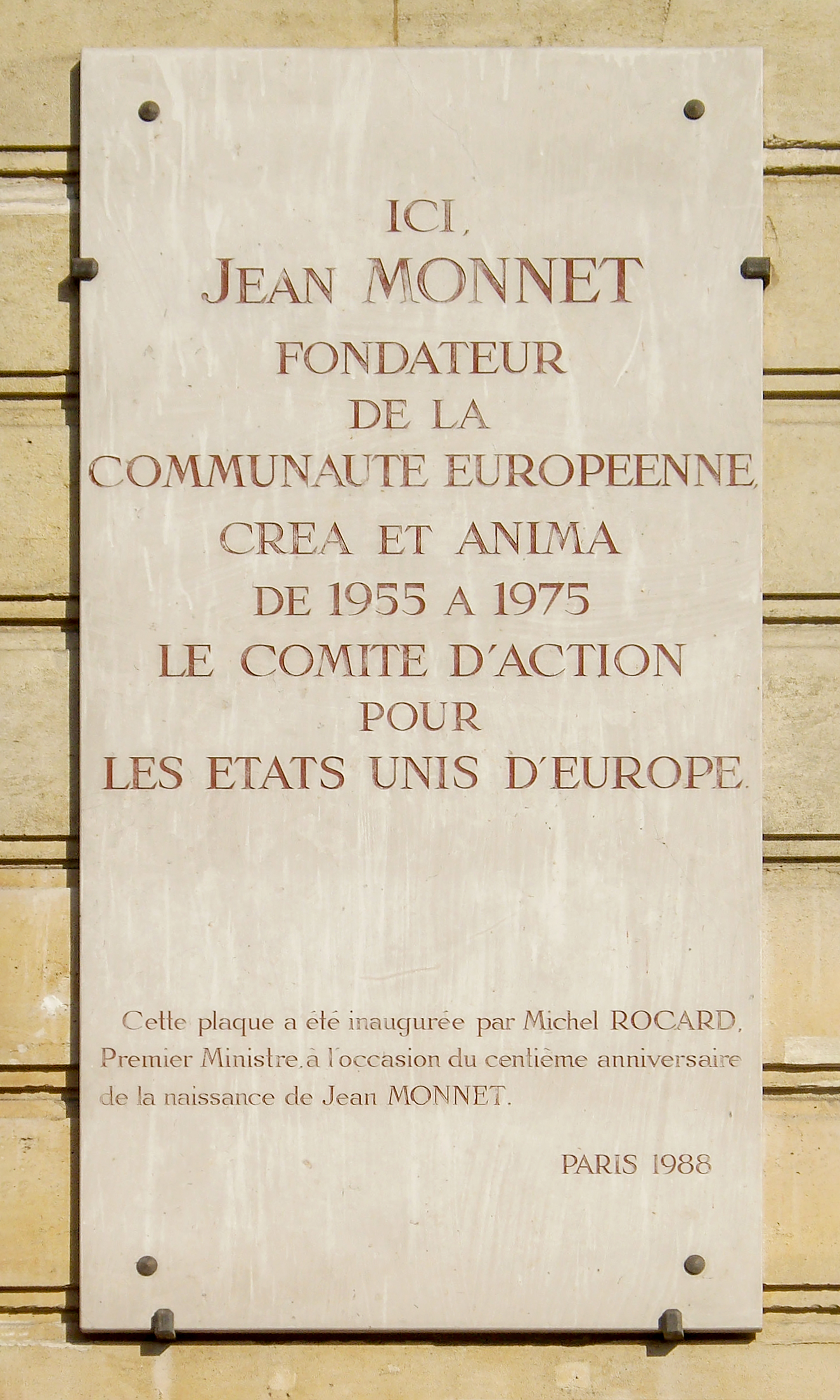
Plaque au 94, boulevard Flandrin (Paris).

À la suite de cette première grave crise européenne, Jean Monnet démissionne de la Haute Autorité et fonde le Comité d'action pour les États-Unis d'Europe au 82 avenue Foch au (16e arrondissement de Paris), pour poursuivre son activité en faveur de l’unité européenne à travers lui. Ce comité regroupe les forces syndicales et politiques des six pays et représente plus de dix millions de personnes. Il prône une fédération européenne et propose de placer le siège des institutions communautaires dans un « district fédéral » échappant aux souverainetés nationales. Jean Monnet l'anime jusqu'en 1975, et il travaille sur les projets de traité pour le Marché commun et d'Euratom, qui privilégie une filière américaine d'approvisionnement contre l'indépendance nucléaire française, projets qui aboutissent au traité de Rome, le 25 mars 1957 et sur le projet d'élargissement de la Communauté au Royaume-Uni.
Jean Monnet résume la philosophie de son projet européen dans la formule : « Nous ne coalisons pas les États, nous rassemblons les hommes. »

### Antagonisme entre Monnet et de Gaulle
De Gaulle s'oppose violemment[réf. nécessaire] à la CED et critique fermement la mise en place de la CECA et du traité de Rome. Outre qu'il ignore le détail des intrigues que Monnet avait menées contre lui auprès de Roosevelt, l'ancien chef de la France Libre se méfie de Monnet tout comme il s’était méfié de Roosevelt. Monnet était pour lui un banquier de Wall Street. Monnet s'était rallié directement aux Anglo-Saxons pendant la Seconde guerre mondiale et avait ensuite soutenu le général Henri Giraud, à Alger. Ainsi, de Gaulle n'hésitera pas à le traiter de « petit financier à la solde des Américains ». Monnet s'oppose à de Gaulle par ses projets concrétisant l'idée de supranationalité. Ceux-ci, selon de Gaulle, mettent en danger le droit à l'indépendance de la France, sous attaque depuis 1939. De Gaulle, dira plus tard que la Commission Européenne doit être « une commission commune qui ne soit naturellement pas constituée avec des Jean Monnet, des apatrides soi-disant supranationaux, mais avec des fonctionnaires qualifiés ». Néanmoins, quand il revient au pouvoir en 1958, de Gaulle ne remet plus en cause les premiers acquis de la construction européenne, dont Jean Monnet est pourtant un des principaux instigateurs. De Gaulle favorise la mise en place de la CEE en lançant les négociations[réf. nécessaire] de la politique agricole commune (PAC), qui consacre le principe communautaire et l'autorité de la Commission avec un droit de veto pour la France (principe d'unanimité). Cependant, tant que de Gaulle reste au pouvoir, la France demeurera hostile au transfert important de souveraineté prôné par Monnet.
En effet, selon de Gaulle, la construction européenne doit se fonder « sur des réalités », sur les États et seulement sur eux. À l'inverse de Monnet qui souhaite une intégration du rôle américain, de Gaulle estime en outre que l'Europe unie se résume surtout à un partenariat franco-allemand ; il aurait dit à ce propos : « L'Europe ? C'est la France et l'Allemagne ; le reste, c'est les légumes ! » Il reste ainsi fidèle à la vision de la France qu'avaient Armand Jean du Plessis de Richelieu et Jacques Bainville sur l'Allemagne. Dès son retour au pouvoir en 1958, il manifeste clairement sa priorité diplomatique en prenant l'ambassadeur de France à Bonn, Couve de Murville, comme ministre des Affaires étrangères. Puis il reçoit le chancelier Konrad Adenauer chez lui, à Colombey, honneur qu'il ne répétera jamais pour quiconque. La messe solennelle, célébrée dans la cathédrale de Reims avec le chancelier allemand, et la libération des derniers Allemands condamnés pour crimes de guerre en France sont autant de gestes symboliques qui doivent se conclure par le traité de l'Élysée de janvier 1963. De Gaulle scelle ainsi la réconciliation entre ce qu'il appelait « les Gaulois et les Germains ».

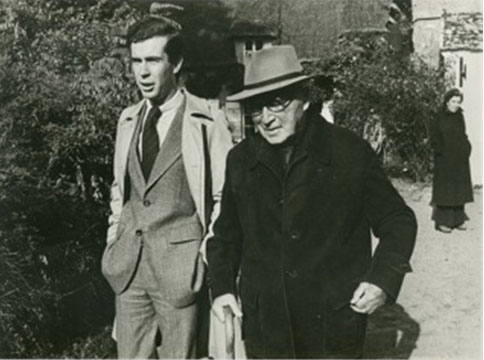
Jean Monnet (à droite) avec Pascal Fontaine en 1975.

Le lobbying des Américains auprès des parlementaires allemands parvient néanmoins à neutraliser ce traité. Le Bundestag allemand, en ratifiant le traité de 1963, le fait précéder d'un préambule qui replace cet accord dans le cadre de l'Alliance atlantique et réaffirme la priorité de l'alliance germano-américaine sur le partenariat franco-allemand.
Jean Monnet accorde le primat aux forces de l'économie et au commerce international, qu'il connaît bien. De Gaulle, imprégné d'une profonde culture historique, et conscient de la faiblesse économique française au lendemain de la guerre, privilégie les relations entre États souverains.

### Retraite et décès
En 1963, Jean Monnet crée, à Lausanne, l’Institut de recherches historiques européennes pour rassembler des archives significatives et de leur consacrer des recherches. Il assure la présidence de cet institut jusqu’en 1965.

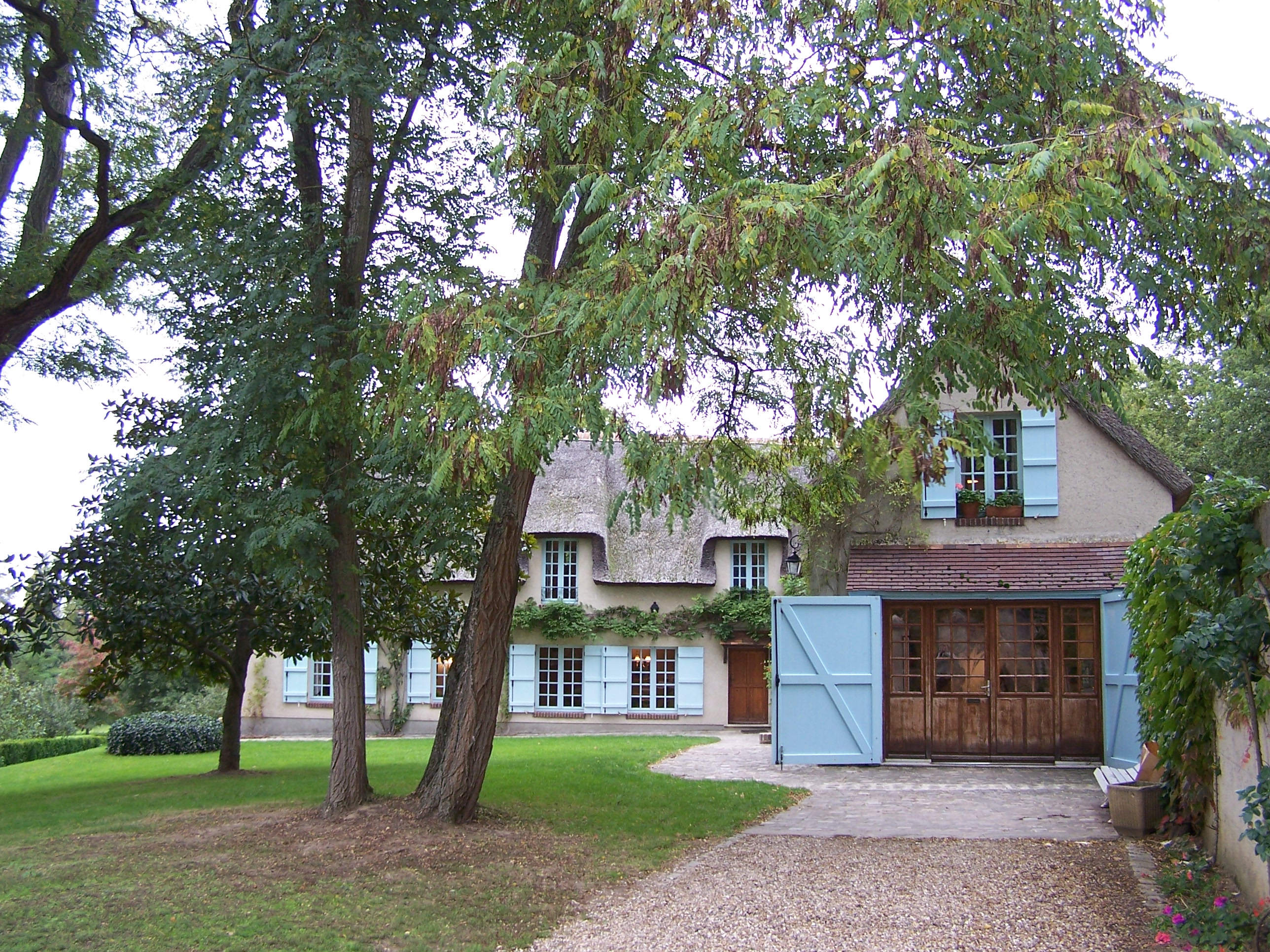
Maison de Jean Monnet à Bazoches-sur-Guyonne (Yvelines).

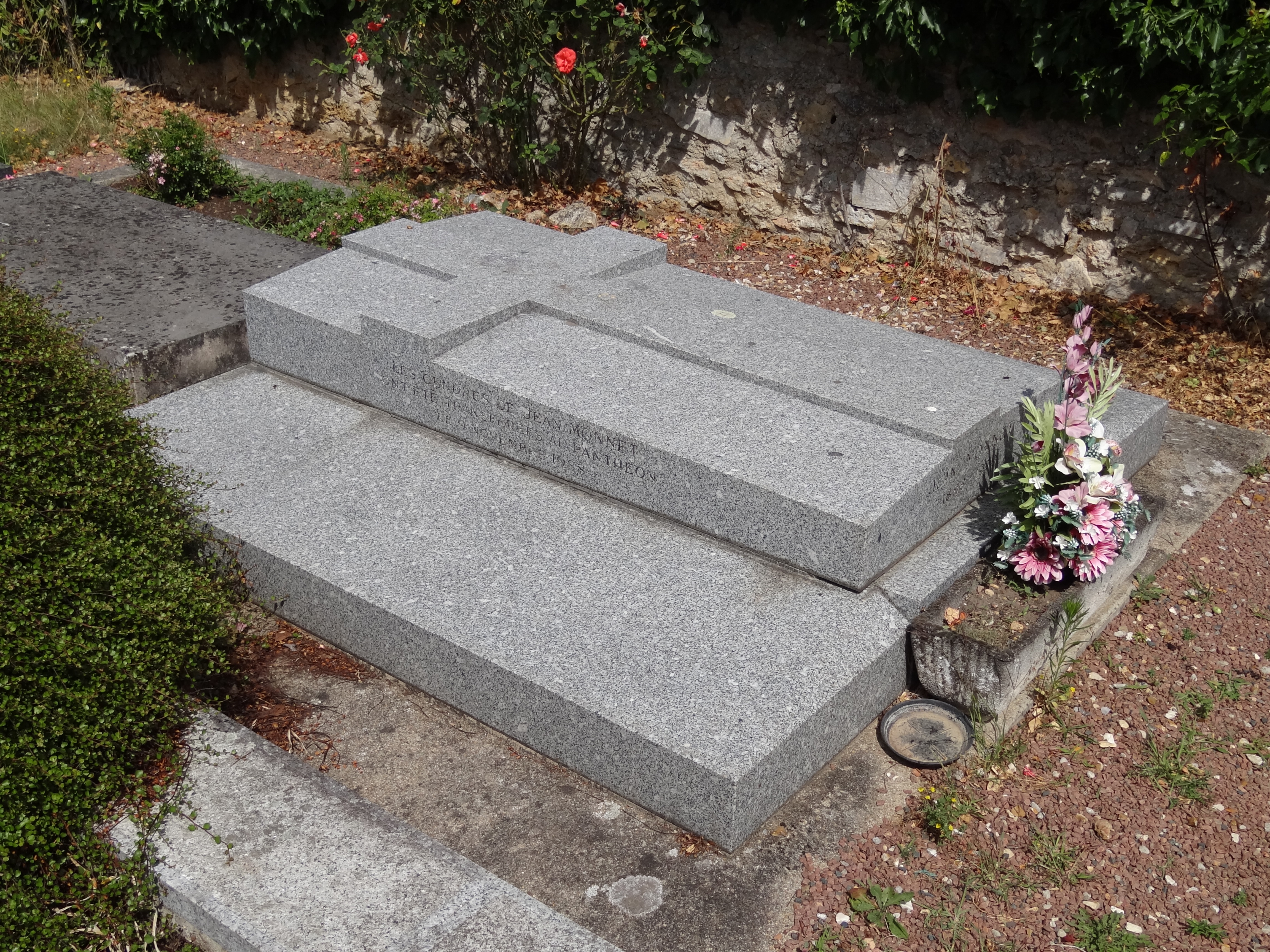
L'ancienne tombe de Jean Monnet au cimetière de Bazoches-sur-Guyonne (Yvelines).

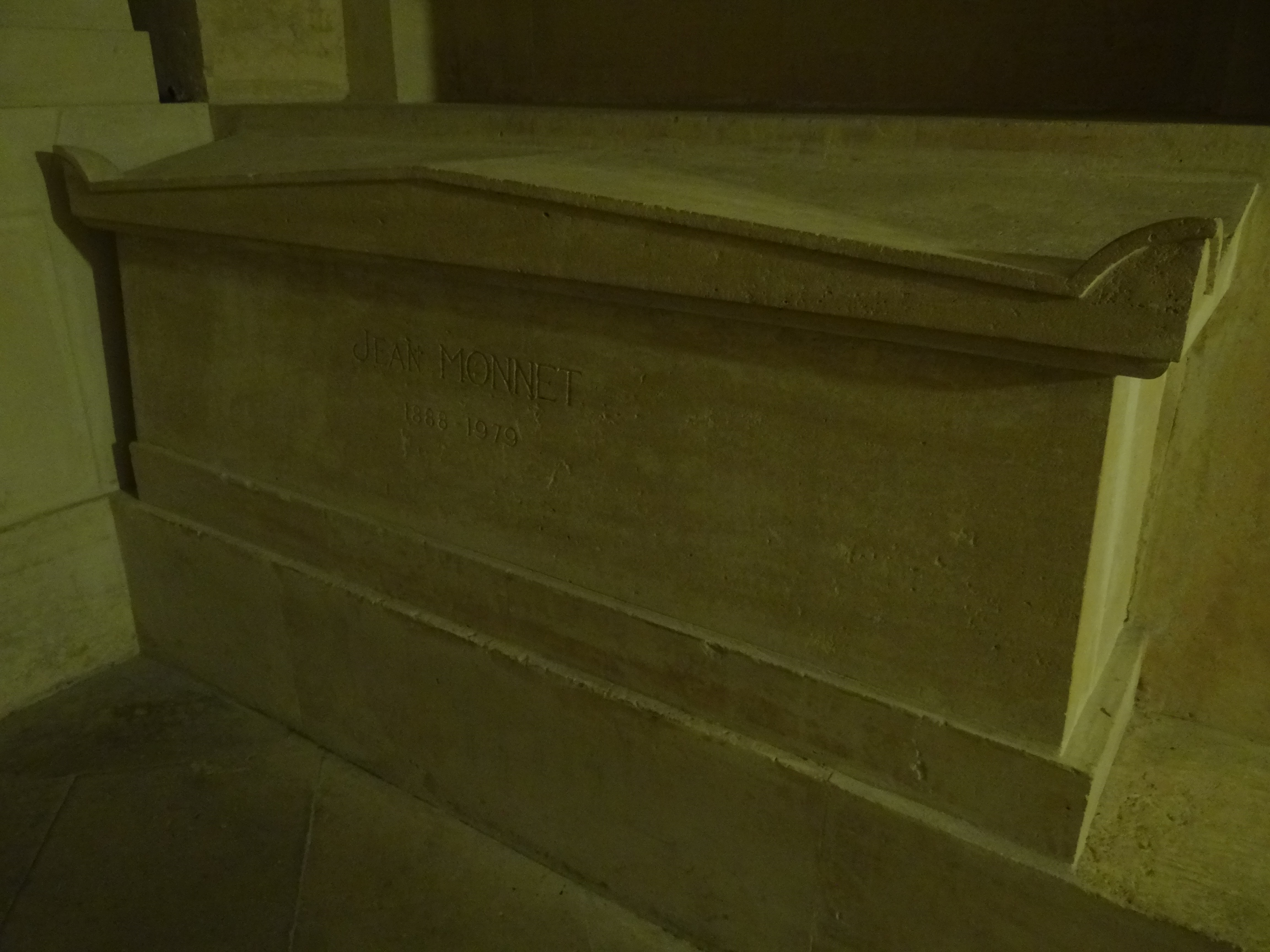
Le tombeau de Jean Monnet au Panthéon.

En 1975, à l’âge de 87 ans, il prend sa retraite définitive dans sa maison d'Houjarray, sur la commune de Bazoches-sur-Guyonne (Yvelines) pour écrire ses Mémoires. Il y meurt le 16 mars 1979, à l’âge de 90 ans. Ses obsèques ont lieu le 20 mars 1979 à Montfort-l'Amaury, en présence du président français Valéry Giscard d'Estaing et du chancelier allemand Helmut Schmidt, suivi de son inhumation au cimetière de Bazoches-sur-Guyonne. Ses cendres sont transférées au Panthéon de Paris en 1988.

## Image et héritage
Jean Monnet utilise pour la mise en place de la CECA, puis du Marché commun, l'expérience acquise au cours des deux guerres mondiales : donner des pouvoirs limités mais réels à des institutions supranationales, dans des secteurs essentiels. La nature essentielle des secteurs concernés permettra l'accroissement graduel des pouvoirs d'influence de ces institutions.
Jean Monnet est un des hommes d'État français important du XXe siècle, même s'il n'a jamais reçu de mandat électif du peuple français et que cela lui est parfois reproché, et demeure parmi les plus mal connus du grand public. Il utilise ses fonctions officielles, quasiment toujours supranationales et pour des durées assez brèves, comme levier pour promouvoir ses idées en faveur de l'unification européenne.

### Éloges
De nombreux hommes politiques, en France et à l'étranger, rendent hommage à Jean Monnet. En 2004, le Premier ministre Jean-Pierre Raffarin déclare ainsi : « Dans notre monde, j'en rencontre beaucoup qui veulent être quelqu'un (…). Moi, je me sens plutôt dans le camp de ceux qui, comme Jean Monnet, veulent faire quelque chose ».

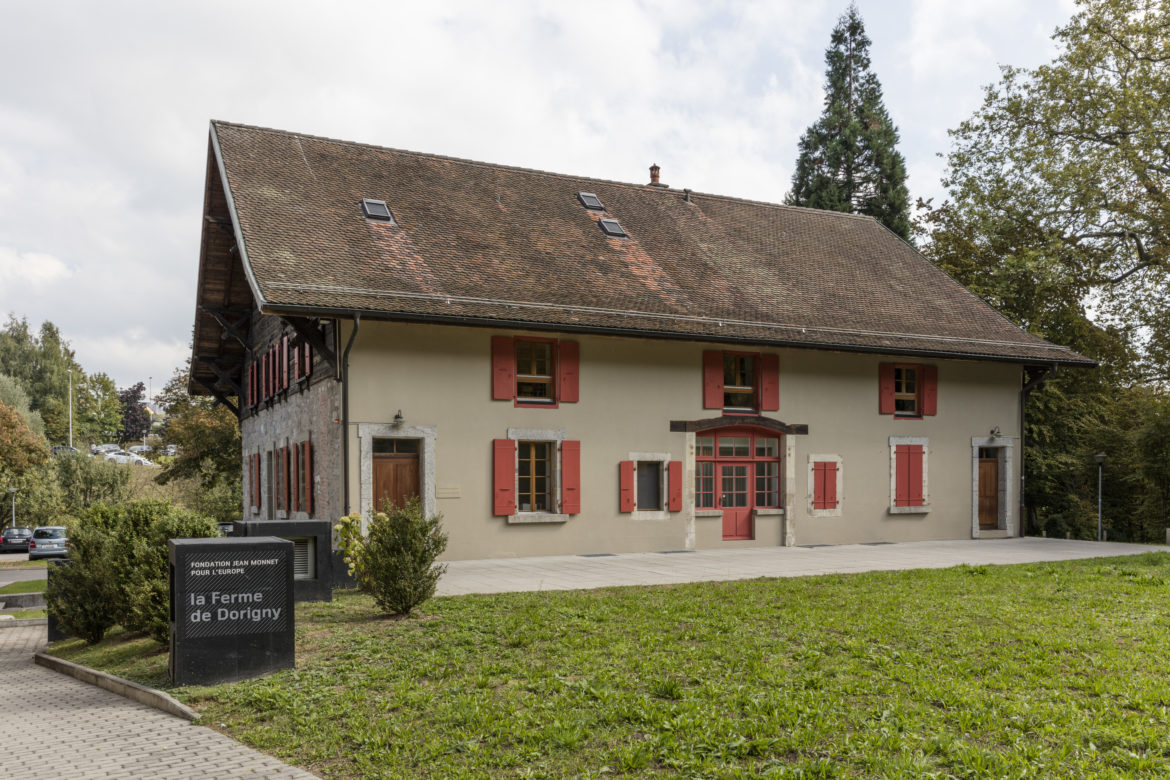
Ferme de Dorigny (campus universitaire de Lausanne), siège de la Fondation Jean-Monnet pour l'Europe.

Le centre de recherches européennes, devenu Fondation Jean Monnet pour l'Europe et situé à Lausanne, est une fondation d’utilité publique, apolitique et non partisane, créée en 1978 par Jean Monnet, avec l'aide d'Henri Rieben, dont le but est d’accueillir l’ensemble des archives de Jean Monnet. La fondation concentre également un certain nombre d'archives européennes.

### Critiques
Plus récemment, la méthode de Jean Monnet est quelquefois remise en cause par certains hommes politiques, comme Dominique Strauss-Kahn, qui affirme dans un rapport remis à Romano Prodi en mars 2004 :

« Aujourd'hui la méthode Monnet est arrivée à épuisement. Le déséquilibre qu'elle a généré — des compétences politiques de plus en plus importantes confiées à une institution de nature technique — provoque une crise institutionnelle profonde : l'Union européenne est malade de son déficit démocratique. »

— Dominique Strauss-Kahn, cité par Jean-Pierre Chevènement, La Faute de M. Monnet, Fayard, 2006, p. 42).
Jean Monnet lui-même concevait cependant les institutions de ce qui allait devenir l'Union européenne, et notamment sa Commission, comme le moyen d'enclencher un processus menant aux États-Unis d'Europe, non comme une fin.
« Ce que nous préparons, à travers l'action de la Communauté, n'a probablement pas de précédent. Cette communauté est fondée elle-même sur des institutions qu'il faut renforcer tout en sachant que la véritable autorité politique, dont se doteront un jour les démocraties européennes reste à concevoir et à réaliser », dit-il dans les dernières pages de ses mémoires, publiés en 1976, trois ans avant sa mort. (Mémoires, Jean Monnet, Fayard éditeur)
Néanmoins, les seuls fonds américains vérifiables et précisément quantifiables octroyés à Monnet pendant cette période sont venus par la fondation Ford pour soutenir son secrétariat immédiat. La fondation, qui aurait reçu un soutien financier de la part du gouvernement des États-Unis, a délibérément employé de nombreux agents de la CIA pendant les années 1950 et 1960,,. Il convient de noter le contexte des financements. En effet, après la Seconde Guerre mondiale, alors que la Guerre froide débutait, les Américains voulaient empêcher la progression du communisme en Europe pour défendre les valeurs occidentales, empêcher une troisième guerre mondiale et assurer le succès du plan Marshall. Dans ce contexte, aucun document ne permet d'affirmer que Monnet ait été sous influence américaine. À la fin de sa vie, il poussait même pour plus d'égalité dans les relations transatlantiques, notamment à travers la Déclaration d'interdépendance qu'il fait signer par Henry Kissinger.

## Récompenses

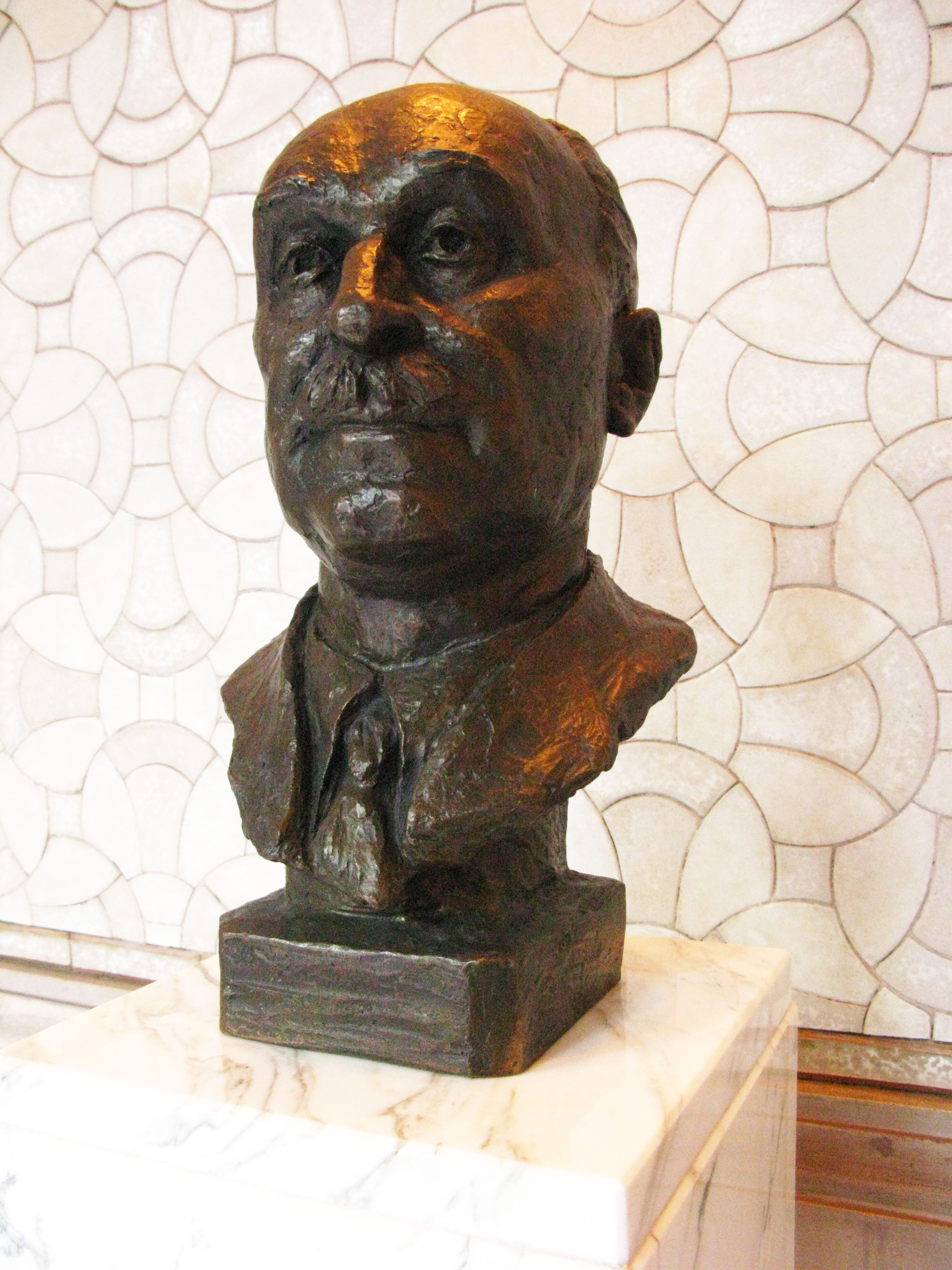
Buste de Jean Monnet au Palais de la Paix de La Haye.

Jean Monnet est intronisé docteur honoris causa par de nombreuses universités anglo-saxonnes : université de Cambridge (8 juin 1961), Dartmouth (11 juin 1961), Yale (12 juin 1961), université d'Oxford (26 juin 1963). En total, une trentaine de prix et distinctions lui sont attribués.
En 1953, il est fait lauréat du Prix international Charlemagne d'Aix-la-Chapelle, qui récompense les personnalités engagées pour l'unité européenne.
Le 2 avril 1976, le Conseil européen de Luxembourg décerne à Jean Monnet le titre de « citoyen d'honneur de l'Europe », et il est considéré comme un des pères fondateurs de l'Union européenne.
Le jour du centenaire de la naissance de Jean Monnet, le 9 novembre 1988, le président français François Mitterrand préside la cérémonie du transfert des cendres du Père de l'Europe au Panthéon de Paris.
En 1992, la France frappe une monnaie commémorative en argent de 100 francs qui est créée par Joaquin Jimenez. Jean Monnet y est représenté, entouré des douze étoiles du drapeau de la Communauté européenne et de l'inscription « Communauté européenne - Jean Monnet - Unir les Hommes ».

## Publications
- L'Europe et l'organisation de la paix, First Édition, Lausanne, 1964.
- Mémoires, Fayard, Paris, 1976, 642 pages.
- Les États-Unis d'Europe, Robert Laffont, Paris, 1992.
- Repères pour une méthode : propos sur l'Europe à faire, Fayard, Paris, 1996.